# Myristica ceylanica
Myristica ceylanica là một loài thực vật thuộc họ Myristicaceae. Đây là loài đặc hữu của Sri Lanka.